# Graptomyza latiusculus
Graptomyza latiusculus är en tvåvingeart som först beskrevs av Walker 1861.  Graptomyza latiusculus ingår i släktet Graptomyza och familjen blomflugor. Inga underarter finns listade i Catalogue of Life.